# تلاسکو سگوویا
تلاسکو سگوویا (انگلیسی: Telasco Segovia؛ زادهٔ ۲ آوریل ۲۰۰۳) بازیکن فوتبال اهل ونزوئلا است.
از باشگاه‌هایی که در آن بازی کرده‌است می‌توان به باشگاه فوتبال سمپدوریا اشاره کرد.
وی همچنین در تیم‌های ملی فوتبال زیر ۲۰ سال ونزوئلا و بزرگسالان ونزوئلا بازی کرده‌است.